# جک کانگورو
جک کانگورو (به انگلیسی: Kangaroo Jack) نام فیلمی محصول سال ۲۰۰۳ از برادران وارنر به تهیه‌کنندگی جری بروکهایمر است. در این فیلم جری او کانل، آنتونی آندرسون، کریستوفر واکن، استلا وارن و آدام گارسیا بازی کرده‌اند.

## داستان
دو دوست اهل بروکلین مجبور می‌شوند محموله پول مافیا را به استرالیا برسانند.اما هنگام عکاسی از یک کانگرو یکی از آن‌ها ژاکتی قرمز روی آن می گذارد.وقتی کانگرو پا به فرار می گذارد آن‌ها متوجه می‌شوند پول مافیا در آن ژاکت بوده و...